# Changed It
Changed It è un singolo della rapper trinidadiana Nicki Minaj e del rapper statunitense Lil Wayne. Prodotto da Detail e Sidney Swift, il brano è stato pubblicato come un singolo dal quarto album in studio della Minaj il 10 marzo 2017 insieme ad altri due singoli No Frauds e Regret in Your Tears pubblicati nello stesso giorno dalle case discografiche Young Money Entertainment, Cash Money Records e Republic Records.

## Tracce
1. Changed It – 4:55 (Onika Maraj, Dwayne Carter, Jr., Noel Fisher)